# Hōjō Tsunashige
Hōjō Tsunashige (北条 綱成?; 1515 – 11 giugno 1587) è stato un samurai giapponese appartenente al clan Hōjō durante il periodo Sengoku.
Tsunashige, conosciuto anche come Hōjō Tsunanari, era figlio del servitore Imagawa Fukushima Masashige e fu adottato da Hōjō Ujitsuna. Provò il suo talento in battaglia contro gli Uesugi nel 1537 e fu dislocato al castello di Kawagoe nella provincia di Musashi. Difese il castello e la sua importante posizione contro gli Uesugi e Ashikaga nel 1544 (vedi assedio di Kawagoe), i quali si arresero nonostante avessero un'imponente armata. Riuscì a resistere abbastanza a lungo da far arrivare Hōjō Ujiyasu in suo aiuto all'inizio del 1545, e fece parte del famoso attacco notturno che spezzò l'assedio e fece ritirare le forze assedianti. Guadagnò molta fama in numerosi scontri e fu assistito con abilità dal figlio Hōjō Ujishige (anche se morì prima del padre nel 1578). Tsunashige fu il guardiano del castello di Tamanawa nella provincia di Sagami. Nel 1568-69 durante la guerra con il clan Takeda, resistette al castello di Fukuzawa a Suruga (assedio di Kanbara) e respinse numerosi attacchi avversari finché fu in grado di ripiegare nella provincia di Sagami.